# Percy Fawcett
O Coronel Percy Harrison Fawcett (Torquay, 15 de agosto de 1867 – provavelmente no Mato Grosso em 1925) foi um arqueólogo e explorador britânico que desapareceu ao organizar uma expedição para procurar por uma civilização perdida na Serra do Roncador, Xingu, no estado do Mato Grosso, Brasil.  

## Biografia
Fawcett nasceu em 1867 na Inglaterra. Em 1886 entrou para a Royal Artillery e acabou escalado para trabalhar no Ceilão, onde conheceu sua esposa. Depois trabalhou como agente secreto britânico na África Meridional e aprendeu técnicas de sobrevivência na selva. Fawcett era também um agente do serviço secreto inglês, o MI6 e estava como agente duplo servindo a organização secreta The Seven Circle, recrutado pelo controvertido spymaster, o mágico MaskMelin, desde que esteve no Ceilão e tomou contato com os sábios que decodificaram a estatueta que lhe fora presenteada pelo escritor H. Rider Haggard. Era também amigo do escritor Arthur Conan Doyle, que mais tarde utilizou suas histórias como base para escrever a obra "Lost World". Suas histórias também serviram de inspiração supostamente para a criação de aventuras envolvendo o personagem Indiana Jones.
A primeira expedição de Fawcett na América do Sul ocorreu em 1906 quando ele viajou ao Brasil para mapear a Amazônia em um trabalho organizado pela Royal Geographical Society, atravessando a selva e chegando em La Paz, na Bolívia em junho desse mesmo ano.

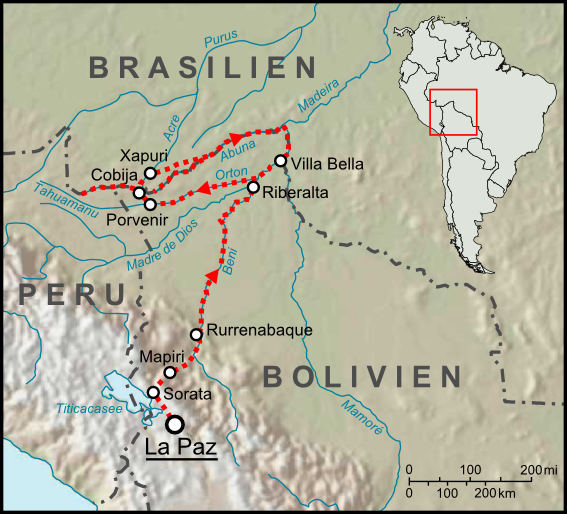
Rota percorrida por Percy Fawcett.

Fawcett realizou sete expedições entre 1906 e 1924. Ele tinha a habilidade de conquistar os povos que habitavam os locais explorados dando-lhes presentes. Ele retornou a Inglaterra para servir ao exército britânico  durante a Primeira Guerra Mundial, mas logo após o fim da guerra retornou ao Brasil para estudar a fauna e arqueologia local.
Em 1925 convidou seu filho mais velho, Jack Fawcett, para acompanhá-lo em uma missão em busca de uma cidade perdida, a qual ele tinha chamado de "Z". Após tomar conhecimentos de lendas antigas e estudar registros históricos, Fawcett estava convencido que essa cidade realmente existia e se situava em algum lugar do estado do Mato Grosso, mais precisamente na Serra do Roncador. Curiosamente antes de partir ele deixou uma nota dizendo que, caso não retornasse, nenhuma expedição deveria ser organizada para resgatá-lo. O seu último registro se deu em 29 de maio de 1925, quando Fawcett telegrafou uma mensagem a sua esposa dizendo que estava prestes a entrar em um território inexplorado acompanhado somente de seu filho e um amigo de Jack, chamado Raleigh Rimmell. Eles então partiram para atravessar a região do Alto Xingú, e nunca mais voltaram.
Muitos presumiram que eles foram mortos por algum grupo indígena da região. Porém não se sabe o que aconteceu. Os índios Kalapalos foram os últimos a relatar terem visto o trio. Não se sabe se foram realmente assassinados, se sucumbiram a alguma doença ou se foram atacados por algum animal selvagem.

## Missões de resgate
Durante as décadas seguintes, foram organizadas várias expedições de resgate, porém nenhuma obteve resultado positivo. Tudo o que conseguiram foram coletar histórias dos nativos. Alguns disseram que eles foram mortos por indígenas hostis ou que animais selvagens os atacaram. Ouviram também algumas versões mais fantásticas dentre as quais destacam-se a história de que Fawcett teria perdido sua memória e estaria vivendo como chefe de uma tribo de canibais ou de que eles realmente encontraram a cidade perdida no sul do estado do Pará, mas foram impedidos de retornar para manter o segredo da existência de tal local.
Ao todo, cerca de 100 exploradores morreram[carece de fontes?] tentando procurar pelos membros da expedição de Fawcett. Três expedições de resgate também desapareceram na mesma região, que continua praticamente inexplorada até os dias atuais.

## A suposta ossada do Cel. Fawcett
Em 1952, seis anos depois do primeiro contato com os índios Kalapalo, os índios confidenciaram a história dos exploradores que haviam sido mortos muitos anos antes quando passavam na região. A narrativa levava a crer que os exploradores eram Percy Harrison Fawcett, Jack Fawcett e Raleigh Rimmell. O Cel. Fawcett teria advertido crianças da aldeia que, por sua curiosidade, ficavam perto de seu acampamento tocando nos objetos pessoais dos exploradores. A conduta do coronel, no entanto, não teria agradado os pais das crianças resolvendo, assim, responder àquela conduta ofensiva do visitante.
Jack e Rimell teriam sido flechados e descartados no rio. O Cel. Fawcett teria sido morto com golpes de borduna e enterrado numa cova rasa rente a uma árvore.

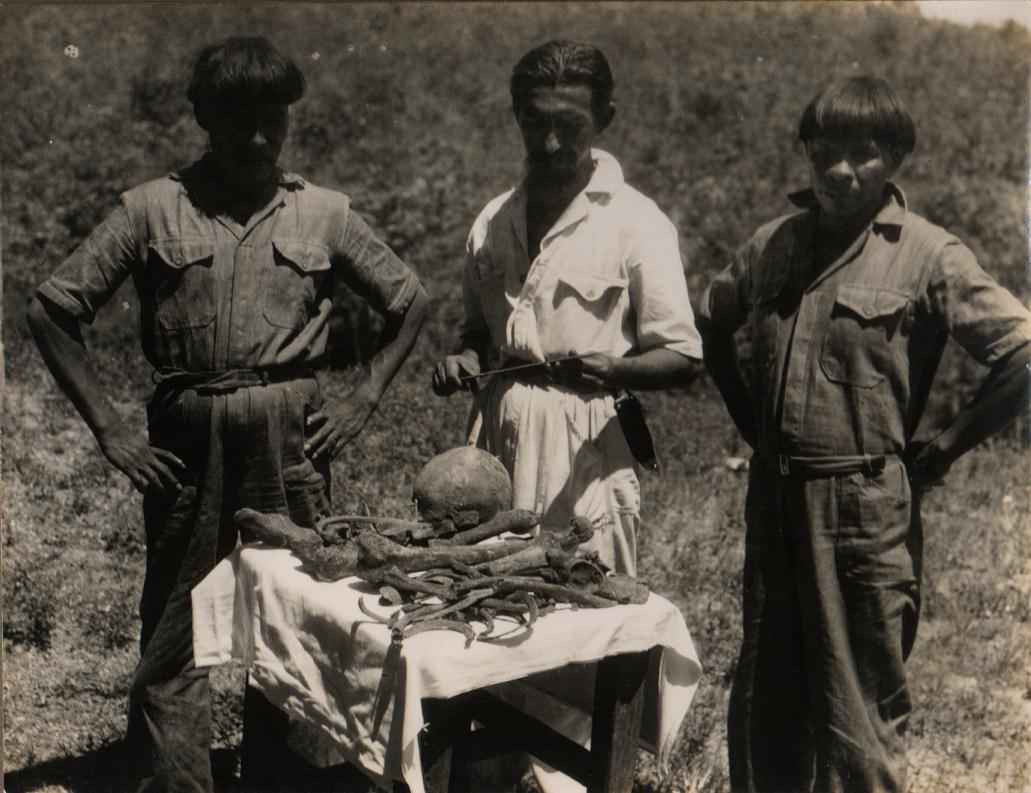
Orlando Villas Bôas junto a dois índios Kalapalo com a suposta ossada do Coronel Fawcett. 1952

Diante desta declaração, Cláudio e Orlando Villas Bôas localizaram o local onde teria sido morto o explorador inglês. Lá foram achados ossos humanos e objetos pessoais evidentemente de nossa sociedade como: faca, botões e pequenos objetos metálicos. Teria, assim, terminado o mistério do desaparecimento do explorador inglês.
A ossada passou por inúmeros testes, no Brasil e Inglaterra, mas não se chegou a uma conclusão satisfatória. Atualmente, os ossos achados em 1952 pelos Villas Bôas encontram-se no Instituto Médico Legal da Universidade de São Paulo. Foi realizado o exame de DNA mitocondrial mas a família Fawcett se recusa a submeter-se a este exame.
Em 1996 os índios da tribo Kalapalo capturaram uma expedição brasileira liderada por um banqueiro chamado James Lynch, que visava solucionar o mistério e somente os liberaram após eles declararem desistência.

## Livros e filme
Há três publicações biográficas do coronel Fawcett: O Enigma do Coronel Fawcett - o verdadeiro Indiana Jones, do escritor Hermes Leal e publicado pela Geração Editorial em 2007. A Expedição Fawcett em busca da cidade perdida de Z do escritor Luis Alexandre Franco Gonçales, publicado e editado pelo autor em 2016 e Z: A Cidade Perdida, do escritor norte-americano David Grann e publicado pela Companhia das Letras em 2009. Inclusive esse livro serviu de base para o filme lançado nos cinemas em junho de 2017 denominado Z: A Cidade Perdida com a participação de Robert Pattinson, no papel coadjuvante de um explorador amigo do coronel Fawcett.

## Leitura complementar
- Fawcett, Percy Harrison. Lost Trails, Lost Cities. [S.l.: s.n.] LCCN 53006980. OL 6134053M
- Grann, David (2009). The Lost City of Z: A Tale of Deadly Obsession in the Amazon. [S.l.: s.n.] ISBN 978-0-385-51353-1
- «A Cidade Perdida da Bahia: mito e arqueologia no Brasil Império». Revista Brasileira de História. 22. ISSN 1806-9347. doi:10.1590/S0102-01882002000100008
- Fleming, Peter. Brazilian Adventure. [S.l.: s.n.] LCCN 33031720. OCLC 4025443. OL 6296982M (Reimpresso pela Northwestern University Press , em 1999 ISBN 0-8101-6065-X.)
- «The Lost City of Z». The New Yorker. LXXXI. ISSN 0028-792X